# Abhijit Banerjee
Abhijit Binayak Banerjee (en bengalí, অভিজিৎ বিনায়ক বন্দ্যোপাধ্যায়; nascut el 1961) és un economista indi nord-americà. Banerjee va compartir el Premi del Banc de Suècia de Ciències Econòmiques en memòria d'Alfred Nobel de 2019 amb Esther Duflo i Michael Kremer, «pels estudis experimentals per alleujar la pobresa global». És Professor Internacional d'Economia de la Ford Foundation en el Massachusetts Institute of Technology. Va rebre el guardó amb la seva esposa, Esther Duflo, sent el sisè matrimoni a guanyar un Nobel de manera conjunta.
Banerjee és cofundador d'Abdul Latif Jameel Poverty Action Lab (juntament amb Esther Duflo i Sendhil Mullainathan). És investigador afiliat del Innovations for Poverty Action, i membre del Consortium on Financial Systems and Poverty. Banerjee va ser president de Bureau for the Research in the Economic Analysis of Development, investigador associat de la National Bureau of Economic Research, investigador membre del Center for Economic Policy Research, investigador membre internacional del Kiel Institute, membre en la American Academy of Arts and Sciences i membre en la Econometric Society. Ha estat membre de la Guggenheim i de l'Alfred P. Sloan. És el coautor de Poor Economics. Últimament, també s'exerceix en el consell directiu de la Universitat Plaksha, una futura universitat de Ciència i Tecnologia de l'Índia. El seu llibre més recent, en coautoría amb Esther Duflo, «Good Economics in Hard Times» (Juggernaut Books), publicat l'octubre de 2019.

## Primers anys
Banerjee va néixer a Mumbai, Índia, fill de Nirmala Banerjee, un professor d'economia en el Center for Studies in Social Sciences, Calcutta, i Dipak Banerjee, professora d'economia i cap del Presidency College, Calcuta.
Va estudiar a la South Point School. Després d'això va ingressar a la Universitat de Calcuta en el Presidency College, Kolkata on va graduar-se en Economia (B.A.) el 1981. Més tard, va obtenir un màster en Econòmiques en la Jawaharlal Nehru University, Delhi el 1983. Posteriorment, va assolir un doctorat en Economia a la Universitat Harvard el 1988. L'objecte de la seva tesi doctoral va ser «Assajos en la informació econòmica».

## Carrera
Banerjee és actualment professor internacional d'economia de la Fundació Ford de l'Institut Tecnològic de Massachusetts ;  ha ensenyat a la Universitat Harvard i a la Universitat de Princeton.
El seu treball se centra en l'economia del desenvolupament. Juntament amb Esther Duflo ha discutit els experiments sobre el terreny com una metodologia important per descobrir relacions causals en economia.
Va ser elegit membre de l'Acadèmia Americana de les Arts i les Ciències el 2004. També va ser guardonat amb el Premi Infosys 2009 en la categoria de ciències socials. Així mateix, rebé el Premi Infosys inaugural en la categoria de ciències socials (economia).
El 2012, va compartir la Menció d'honor del Premi Gerald Loeb pel llibre de negocis amb la seva coautora Esther Duflo pel seu llibre Poor Economics.
El 2013, va ser nomenat pel secretari general de les Nacions Unides, Ban Ki-Moon, per a formar part d'un grup d'experts encarregat d'actualitzar els objectius de desenvolupament del mil·lenni per a més enllà del 2015 (quan caducaven).
El 2014 va rebre el premi Bernhard-Harms de l'Institut Kiel per a l'economia mundial .
El 2019 va pronunciar la conferència anual del 34è Dia del Commencement del Banc Export-Import de l'Índia sobre redissenyar la política social. Aquell mateix any, va ser guardonat amb el Premi del Banc de Suècia de Ciències Econòmiques en memòria d'Alfred Nobel, juntament amb Esther Duflo i Michael Kremer, en reconeixement de la seva tasca per alleujar la pobresa mundial.

## Recerca
Banerjee i els seus col·laboradors intenten mesurar l'eficàcia de les accions (com ara programes governamentals) per millorar la vida de les persones. Per això utilitzen assaigs controlats aleatoris, similars als assajos clínics en la investigació mèdica. Per exemple, tot i que la vacunació contra la poliomielitis està disponible lliurement a l'Índia, moltes mares no portaven els seus fills a vacunar. Banerjee i la professora Esther Duflo, també del MIT, van provar un experiment a Rajasthan, on van regalar una bossa de llegums a les mares que vacunaven els seus fills. Aviat, la taxa d'immunització va augmentar a la regió. En un altre experiment, van descobrir que els estudiants de l'escola van aprendre millor quan es van designar ajudants d'ensenyament per ajudar-los.

## Vida personal
Abhijit Banerjee estava casat amb la doctora Arundhati Tuli Banerjee, professora de literatura del MIT. Abhijit i Arundhati van tenir un fill junts i després es van divorciar. El 2015, Banerjee es va casar amb la seva co-investigadora, la professora del MIT Esther Duflo, amb qui tenen dos fills. Banerjee va ser un supervisor conjunt del doctorat en economia de Duflo al MIT el 1999. Duflo també és professor de Poverty Alleviation and Development Economics al MIT.

## Publicacions
- Aghion, Philippe; Banerjee, Abhijit (2005). Volatility And Growth. Oxford: Oxford University Press. ISBN 9780199248612.
- Banerjee, Abhijit Vinayak; Bénabou, Roland; Mookherjee, Dilip, eds. (2006). Understanding Poverty. Oxford; Nova York: Oxford University Press. ISBN 9780195305203.
- Banerjee, Abhijit Vinayak (2005). Making Aid Work. Cambridge: MIT Press. ISBN 9780262026154.
- Banerjee, Abhijit V.; Duflo, Esther (2011). Poor Economics: A Radical Rethinking of the Way to Fight Global Poverty. Nova York: PublicAffairs. ISBN 9781610390408.
- Banerjee, Abhijit Vinayak; Duflo, Esther, eds. (2017). Handbook of Field Experiments, Volume 1. North–Holland (an imprint of Elsevier). ISBN 9780444633248.
- Banerjee, Abhijit Vinayak; Duflo, Esther, eds. (2017). Handbook of Field Experiments, Volume 2. North–Holland (an imprint of Elsevier). ISBN 9780444640116.
- Banerjee, Abhijit Vinayak (2019). A Short History of Poverty Measurements . Juggernaut Books.